# 69496 Zaoryuzan
69496 Zaoryuzan è un asteroide della fascia principale. Scoperto nel 1997, presenta un'orbita caratterizzata da un semiasse maggiore pari a 2,4177361 UA e da un'eccentricità di 0,1533575, inclinata di 0,98038° rispetto all'eclittica.